# Roland Fischer (homme politique)
Roland Fischer, né le 5 avril 1965 à Horw (originaire de Horw et Triengen), est une personnalité politique du canton de Lucerne, membre des Vert'libéraux et conseiller national de 2011 à 2015 et de  2019 à 2023.

## Biographie
Roland Fischer naît le 5 avril 1965 à Horw, dans le canton de Lucerne. Il est originaire du même lieu et de Triengen, dans l'arrondissement électoral voisin de Sursee.
Il suit l'école primaire à Horw, puis décroche une maturité de type C (scientifique) à l'École cantonale de Lucerne en 1986. Il étudie ensuite l'économie à l'Université de Fribourg et y obtient une licence en 1992, puis un doctorat en 1997.
Au terme de ses études, il travaille pour Crédit suisse comme analyste économique, puis de 2001 à 2012 pour l'Administration fédérale des finances sur le dossier de la réforme de la péréquation financière et comme chef du service de la statistique financière,.
Il enseigne à la Haute École de Lucerne depuis 2015, à l'Institut pour l'économie d'entreprise et l'économie régionale.
Il a le grade de capitaine à l'armée.
Il est en couple avec Michèle Graber,, députée vert'libérale au Conseil cantonal de Lucerne de 2011 à 2021,. Il habite à Udligenswil.

## Parcours politique
Membre de la section vert'libérale du canton de Zurich dès sa création, il est l'un des cofondateurs de la section lucernoise en 2008. Il préside cette dernière de 2016 à 2020.
Il est élu au Conseil national en octobre 2011, où il ravit de peu le troisième siège de  l'UDC. Il siège pendant ce mandat à la Commission de la politique de sécurité (CPS) et à la Commission des finances (CdF), où il s'investit notamment dans le dossier de la réforme de la péréquation financière.
Il est candidat à sa réélection en octobre 2015, mais perd son siège au profit de l'UDC Franz Grüter. Selon les observateurs, cet échec serait davantage dû au recul de son parti qu'à son bilan, jugé bon voire très bon. Il est candidat à l'élection du Conseil d'État du canton de Lucerne en mars 2019, mais n'est pas élu.
Il retrouve son siège au Conseil national lors des élections d'octobre 2019. Il siège lors de cette législature au sein de la Commission de politique extérieure (CPE) et à nouveau au sein de la CdF, dont il assure par ailleurs la présidence à partir de fin 2021.
Il n'est pas réélu lors des élections fédérales d'octobre 2023, perdant son siège au profit du socialiste Hasan Candan.